# Jelena Iwanowna Kasimirtschak-Polonskaja

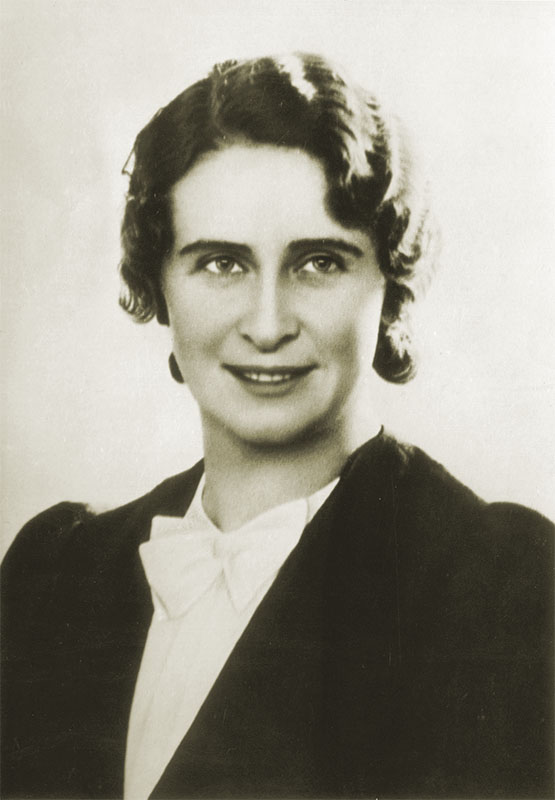
Jelena Polonskaja (1934)

Jelena Iwanowna Kasimirtschak-Polonskaja, geboren Jelena Iwanowna Polonskaja, (russisch Елена Ивановна Казимирчак-Полонская; * 8. Novemberjul. / 21. November 1902greg. in Selez, Ujesd Wolodymyr; † 30. August 1992 in St. Petersburg) war eine russisch-polnisch-sowjetische Astronomin und Hochschullehrerin.

## Leben
Polonskajas Vater Iwan Michailowitsch Polonski war Gutsbesitzer, und ihre Mutter Jewgenija Nikolajewna Schitinskaja gehörte zum russischen Adel. Polonskaja schloss den Besuch des Mädchengymnasiums Luzk 1920 mit Auszeichnung ab. 1922–1927 studierte sie an der physikalisch-mathematischen Fakultät der Jan-Kasimir-Universität in Lemberg. In dieser Zeit war sie in der Christenbewegung der Russischen Studenten aktiv. Sie nahm an den von Sergei Nikolajewitsch Bulgakow gegründeten Apologetik-Sommerkursen in Paris teil und besuchte das Institut de Théologie Orthodoxe Saint-Serge. 1927 segnete sie Sergei Bulgakow als Nonne in der Welt.
1928 wurde Polonskaja Assistentin Marcin Ernsts im Lemberger Observatorium. 1932–1939 war sie außerplanmäßige Assistentin am Astronomischen Observatorium der Universität Warschau. 1934 wurde sie nach Verteidigung ihrer Dissertation über die planetozentrische Bewegung von Kometen zum Doctor philosophiae promoviert.
1936 heiratete Polonskaja den Ichthyologen Leon Kazimierczak, der an der Universität Warschau arbeitete. 1937 bekam sie  den Sohn Sergei (benannt nach ihrem geistlichen Vater Sergei Nikolajewitsch Bulgakow). Während des Zweiten Weltkriegs war Polonskaja 1940–1944 im zunächst sowjetisch-besetzten und in die Ukrainische Sozialistische Sowjetrepublik eingegliederten Lemberg und dann im von der Wehrmacht besetzten Lemberg wissenschaftliche Mitarbeiterin des Astronomischen Instituts der Universität Lemberg. Als die Front sich 1944 näherte, ging sie mit ihrer Familie nach Warschau. Am Vorabend des Warschauer Aufstands wurde sie von ihrem Mann getrennt, worauf sie ihn nie wiedersah. Am 9. Mai 1945 verließ sie mit Sohn und Mutter Polen, um sich in der UdSSR niederzulassen. Ab 1945 lehrte Polonskaja Infinitesimalrechnung und Astronomie am Pädagogik-Institut Cherson. Ihr Sohn starb dort 1948.
1948 wurde Polonskaja in Leningrad wissenschaftliche Mitarbeiterin des Instituts für theoretische Astronomie der Akademie der Wissenschaften der UdSSR (AN-SSSR, seit 1991 Russische Akademie der Wissenschaften (RAN)). 1950 wurde sie nach Verteidigung der Kandidat-Dissertation über die dichte Annäherung von Kometen an Planeten und die planetozentrische Bewegung der Kometen zur Kandidatin der physikalisch-mathematischen Wissenschaften promoviert. Nebenberuflich lehrte sie am nach Michail Nikolajewitsch Pokrowski benannten Leningrader Pädagogischen Institut.
Während der Säuberungskampagne 1951 im Kampf gegen Volksfeinde wurde Polonskaja wegen Personalabbaus entlassen. Im Januar 1952 wurde sie vermutlich aufgrund ihrer Missionstätigkeit wegen Spionageverdachts auf Veranlassung des Ministeriums für Staatssicherheit der UdSSR verhaftet und im August 1952 wegen Mangels an Beweisen freigelassen.
1953 wurde Polonskaja Dozentin am Lehrstuhl für Höhere Mathematik des Pädagogik-Instituts Odessa. 1956 kehrte sie nach Leningrad zurück und setzte ihre Arbeit im Institut für theoretische Astronomie der AN-SSSR fort. 1964 wurde sie Mitglied der Internationalen Astronomischen Union (IAU). Zusammen mit Igor Stanislawowitsch Astapowitsch, N. A. Beljajew und A. K. Terentjewa untersuchte sie erstmals die gestörte Bewegung des Leoniden-Meteorstroms in der Zeit 1700–2000 und auch die Bewegungen anderer Ströme. Sie untersuchte ihre Strukturen und sagte richtig das Intensitätsmaximum der Leoniden für 1966 voraus. 1968 wurde sie nach Verteidigung ihrer Doktor-Dissertation über Bewegungstheorie kurzperiodischer Kometen und Probleme ihrer Evolution zur Doktorin der physikalisch-mathematischen Wissenschaften promoviert. Im selben Jahr erhielt sie den Bredichin-Preis der AN-SSSR.
Polonskaja entwickelte eine effektive Methode zur numerischen Integration der Differentialgleichungen der Bewegung kleiner Körper unter Berücksichtigung aller Effekte der Planeten, mit der sie die Bewegung des Kometen 14P/Wolf in der Zeit 1884–1973 mit höchster Präzision untersuchte. Sie entwickelte eine quantitative Theorie der Bewegung des Kometen 47P/Ashbrook-Jackson (Liste der Kometen) für die Zeit 1949–1979. Sie untersuchte die Umlaufbahnen von etwa 40 kurzperiodischen Kometen von 1660–2060. Sie zeigte, dass die Annäherungen von Kometen an Jupiter und Saturn nicht zufällig geschehen, sondern komplexen Gesetzmäßigkeiten folgen.
1967–1985 beteiligte Polonskaja sich an der Organisation und Durchführung sowjetischer und internationaler astronomischer Seminare und Symposien. Als aktives Mitglied der Gesellschaft für Polnisch-Sowjetische Freundschaft (seit 1970) begleitete sie den Pianisten Witold Małcużyński auf seinen Gastspielreisen nach Leningrad. 1972 wurde sie Ehrenmitglied der Allunionsgesellschaft der Blinden. Sie beteiligte sich an der Herausgabe und Programmierung der Arbeiten zur Höheren Mathematik in Brailleschrift.
1976–1978 war Polonskaja Vorsitzende der Gruppe für Dynamik der kleinen Körper des Astronomischen Rats der AN-SSSR. 1978 wurde nach Polonskaja der Kleinplanet (2006) Polonskaya benannt.
Ab 1980 wurden die Geschichte der Russisch-Orthodoxen Kirche und die Bibelkunde Polonskajas Arbeitsschwerpunkte. Sie schrieb Fachartikel und Übersetzungen, wobei ihr die Berherrschung des Polnischen, Französischen und Deutschen zugutekam. Sie verfasste ein Buch über Leben und Werk Sergei Nikolajewitsch Bulgakows, das nach ihrem Tode 2003 erschien. 1987 wurde sie vom Leningrader Metropoliten Alexius II. zur Nonne Jelena geweiht. Am Ende ihres Lebens war sie fast vollständig erblindet. Sie hielt 1988–1989 Vorlesungen über Leben und Werk Sergei Nikolajewitsch Bulgakows in Leningrader geistlichen Schulen und diktierte Assistentinnen ihre neuen Arbeiten.
Polonskaja wurde auf dem Astronomenfriedhof am Pulkowo-Observatorium begraben.